# Становая (Свердловская область)
Становая — посёлок в Берёзовском муниципальном округе Свердловской области России. Ранее входил в состав Сарапульского поссовета города Берёзовского.

## География
Посёлок Становая расположен на правом берегу реки Становлянки, в 12 километрах к востоку от города Берёзовского. Через посёлок проходит дорога г. Берёзовский — п. Становая — п. Сарапулка. В Становой 40 улиц и 14 переулков.

### Часовой пояс
Становая, как и вся Свердловская область, находится в часовой зоне МСК+2. Смещение применяемого времени относительно UTC составляет +5:00.

## Население
| 2002 | 2010 |
| ---- | ---- |
| 454  | ↘452 |

Структура
По данным Всероссийской переписи населения 2002 года, русские составляли 96 % от общего числа жителей Становой. По данным переписи населения 2010 года, в посёлке проживали 221 мужчина и 231 женщина.